# Аджман
Аджман или Уджман (на арабски: عجمان) е най-малкото от всички емирства, образуващи Обединените арабски емирства, простиращо се на територия от 250 km2.
Разположен по дължината на Персийския залив. Населението наброява около 135 000, предимно населяващи столицата Аджман, като през последните години се забелязва увеличаване, хора идващи от съседните емирства Дубай и Шаржа.
Управлява се от Шейх Хумаид Ибн Рашид Ал Нуями.